# NGC 4239
NGC 4239 في الفهرس العام الجديد، هي مجرة، تقع في كوكبة الهلبة. اكتشفت في أبريل 1884 .

## روابط خارجية
- NGC 4239 على موقع ويكي سكاي: DSS2, SDSS, GALEX, IRAS, Hydrogen α, X-Ray, Astrophoto, Sky Map, Articles and images